# Crocidura flavescens
Crocidura flavescens es una especie de musaraña (mamífero placentario de la familia de los sorícidos).

## Distribución geográfica
Se encuentra en Sudáfrica, Lesoto, Mozambique, y Suazilandia.